# Euphlyctis hexadactylus
Euphlyctis hexadactylus är en groddjursart som först beskrevs av René-Primevère Lesson 1834.  Euphlyctis hexadactylus ingår i släktet Euphlyctis och familjen Dicroglossidae. IUCN kategoriserar arten globalt som livskraftig. Inga underarter finns listade i Catalogue of Life.